# لک‌لک ۷۲۷

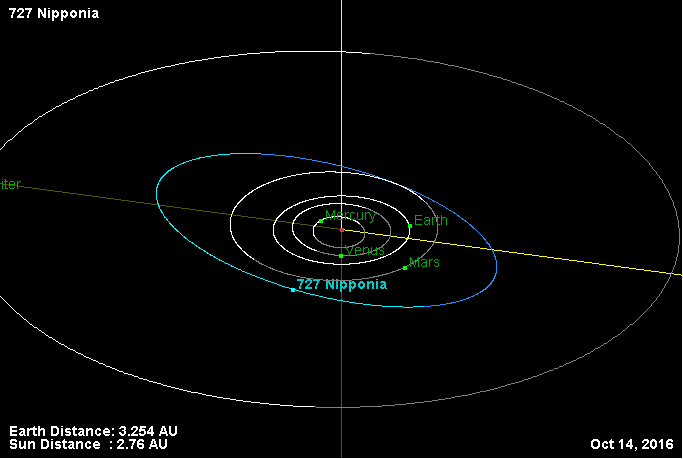
نمایی از محل قرارگیری سیارک ۷۲۷ در مدار – ۲۰۱۶

سیارک ۷۲۷ (به انگلیسی: 727 Nipponia، نامگذاری:1912NT) هفتصد و بیست و هفتمین سیارک کشف شده‌است که در ۱۱ فوریه ۱۹۱۲ و در هایدلبرگ کشف شد.
قدر مطلق سیارک برابر ۹٫۶۲ است.